# Møkstrafjorden
Møkstrafjorden er en fjord i Austevoll kommune i Vestland fylke i Norge. Den har indløb mellem øerne Horgo og Møkster, som den er opkaldt efter, og strækker sig cirka 12 kilometer mod sydøst, på vestsiden af Huftarøy og nordsiden af Selbjørn. I syd kommer Skoltafjorden ind fra vest.
Mellem Huftarøy og Selbjørn ligger Bekkjarviksundet, som bliver krydset af en cirka 400 meter lang bro. På sydsiden af sundet ligger Selbjørnsfjorden. Lunnøya ligger lige nord for Selbjørn. 
Horgefjorden ligger nord for Møkstrafjorden.